# Lasseube
Lasseube (en occitano La Seuva) es una comuna francesa, perteneciente al departamento de los Pirineos Atlánticos, en la región de Aquitania. Está situada en el Piedemonte pirenáico, entre el Gave de Pau y el de Olorón, a 18 km de Pau, 12 km de Olorón, 40 km de Lourdes y a 100 km de la costa atlántica.

## Hidrografía
La comuna es atravesada por el río Baïse, afluente del Gave de Pau por la margen izquierda.

## Historia
Etimológicamente, el vocablo Lasseube viene de "la seube" (en gascón, la seuva), y éste, a su vez, del latín silva, que significa « el bosque ». En efecto, Lasseube era una pequeña porción del gran bosque perteneciente a la baronía de LESCUN, denominado La Seube d'Escout. 
En 1376, el Señor de LESCUN concedió a La Seube el título de "village".
El territorio era extenso, pero la población poco numerosa. En 1376 Lasseube tenía 12 fuegos y dependía de la bailía de Olorón.

## Demografía
| 2 637 | 2 870 | 3 023 | 2 646 | 3 040 | 3 004 | 2 864 | 2 827 | 2 702 | 2 672 | 2 541 | 2 624 | 2 366 | 2 468 | 2 207 | 2 073 | 2 039 | 1 978 | 1 952 | 1 894 | 1 677 | 1 715 | 1 645 | 1 621 | 1 580 | 1 354 | 1 322 | 1 365 | 1 311 | 1 409 | 1 503 | 1 526 | 1600 |
| Para los censos de 1962 a 1999 la población legal corresponde a la población sin duplicidades (Fuente: INSEE [Consultar]) |       |       |       |       |       |       |       |       |       |       |       |       |       |       |       |       |       |       |       |       |       |       |       |       |       |       |       |       |       |       |       |      |

La población de 2006 es una población provisional establecida por el Insee.

## Economía
La comuna forma parte de la zona de Denominación de origen controlada del vino de Jurançon. Su economía es fundamentalmente agrícola (viticultura y cultivo del maíz) y ganadera.

La pureza de las aguas de los torrentes (en francés, "gaves") ha permitido el desarrollo de la piscicultura.

## Patrimonio religioso
Lasseube tiene una iglesia, bajo la advocación de Santa Catalina, patrona de la diócesis de Olorón, que data del siglo XIII.

## Equipamientos
La comuna dispone de un colegio y de una escuela primaria.

## Personalidades relacionadas con la comuna
- Pierre de Jélyotte, cantante de ópera y compositor francés nacido en Lasseube el 13 de abril de 1713 y muerto en 1797 (el 11 de septiembre o el 12 de octubre) en Estos. Cantó durante más de 20 años en la Ópera de París. Fue muy apreciado en la corte del rey Luis XV, donde, además de interpretar otras composiciones, dio a conocer las canciones bearnesas, en especial las de Cyprien Despourrins. Tocaba varios instrumentos, entre ellos la guitarra.
- Pierre Bourdieu (1930-2002), sociólogo francés. Aunque nacido en Denguin, se crio en Lasseube, ya que su padre trabajó aquí de cartero.
- Bernard Becaas, ciclista francés nacido el 23 de mayo de 1955 en Olorón y muerto el 25 de agosto de 2000 en Lasseube a consecuencia de un accidente de moto.
- Sébastien Tillous-Borde, nacido el 29 de abril de 1985, es un jugador de rugby francés que comenzó su carrera en el club de Lasseube/Monein.